# Villa Giramonte
Villa Giramonte si trova a Firenze in via della Torre del Gallo 4-6. La villa deve il nome alla zona di Giramonte, che alcuni fanno risalire alla famiglia Giramonti che in questa zona avrebbe avuto dei possedimenti.

## Storia
La grande villa, circondata da un giardino all'italiana e da un ampio parco, fu la residenza di Maria Bonaparte, in esilio col padre Carlo Luciano Bonaparte a Firenze. Si trova alla sommità di un poggio, con un'ampia veduta su Firenze.
L'arredo della villa venne venduto all'asta nel 1970.